# Felix on the Job
Felix on the Job est un film muet américain réalisé par George Felix et sorti en 1916.

## Fiche technique
- Réalisation : George Felix
- Scénario : Harry Wulze
- Production : Joseph De Grasse
- Date de sortie : États-Unis : 31 octobre 1916[1]

## Distribution
- George Felix : Felix
- Eva Loring : la femme de Felix
- Lon Chaney : Tod
- Lydia Yeamans Titus : la femme de Tod